# Gonepatica
Gonepatica là một chi bướm đêm thuộc họ Erebidae.